# Ekzém

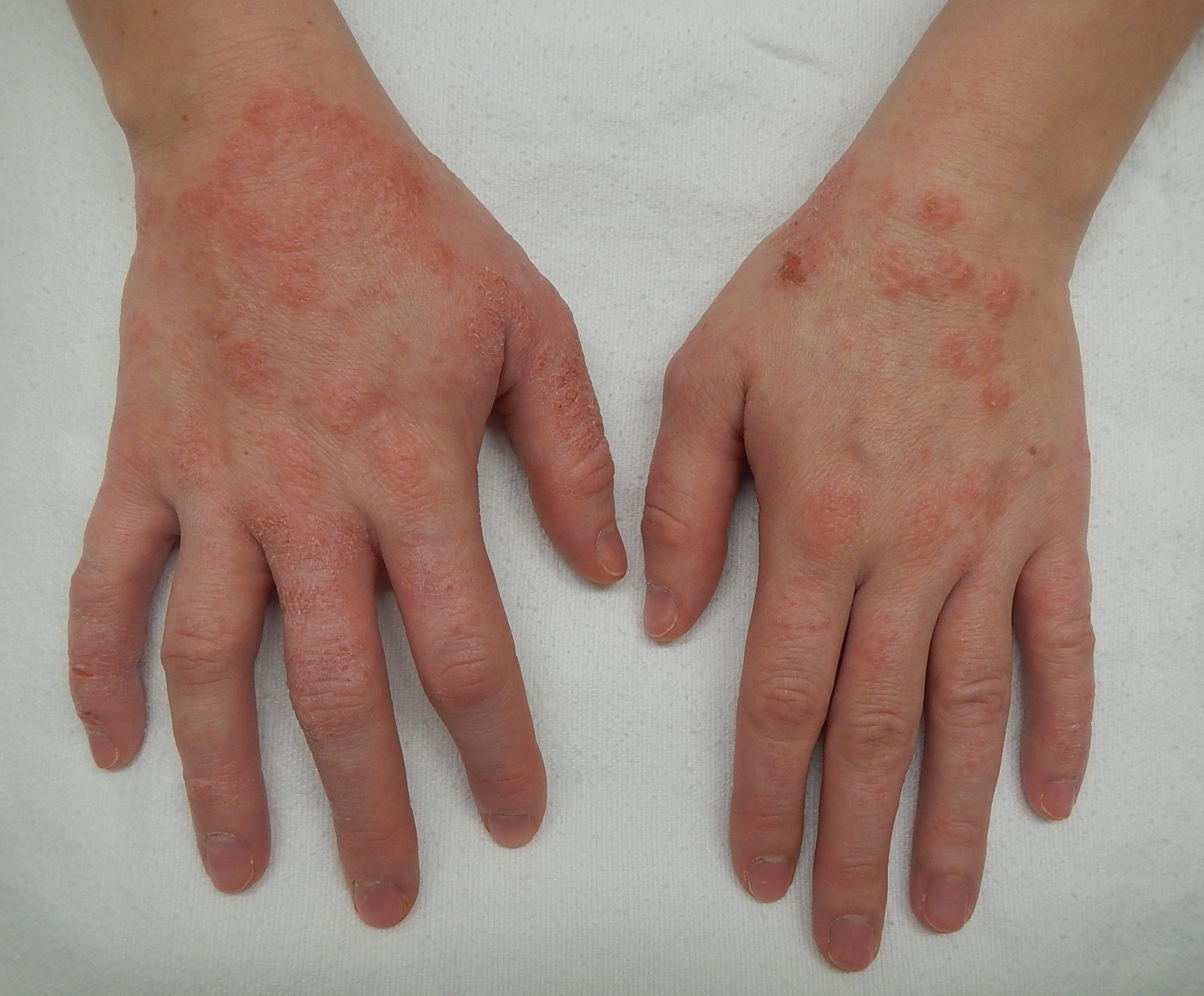
Ekzém.

Ekzém je chronický svědivý kožní zánět (dermatitida). Zánět je neinfekční a může být alergického i nealergického původu. Alergický ekzém (kontaktní, atopický) však bývá velmi častý.
Zánět postihuje především pokožku. V akutní fázi se projevuje výskytem svědivých, začervenalých ložisek, na kterých se později tvoří mokvající puchýřky (papulky a pustulky). Pro chronickou formu je typické zhrubnutí kůže (lichenifikace) a barevné změny kůže.

## Atopický ekzém
Atopický ekzém (atopická dermatitida) je odvozen od řeckého slova atopos („nemístný“). Jde o velmi časté onemocnění, jehož výskyt se neustále zvyšuje. V České republice postihuje asi 15–20 % lidí, především dětí.
Lidé trpící tímto ekzémem mají jak imunitní, tak i nervové a kožní odchylky:
- Imunitní odchylka (atopie) způsobuje kožní alergickou reakci na libovolný alergen.
- Kožní odchylka se projevuje nedostatečnou tvorbou ochranné kožní tukové vrstvy. Proto je kůže suchá, má sníženou bariérovou funkci a umožňuje průnik alergenů a infekce.
- Nervové odchylky se projevují svědivostí, dráždivostí a citlivostí kůže.

### Nejčastější alergeny
Vyvolávající alergen bývá zpravidla požit nebo vdechnut, což je důvodem, že mnoho pacientů o alergii zpočátku vůbec neuvažuje. Nejčastějšími alergeny jsou pyl, prach, roztoči, peří, sliny a srst zvířat (kočka, pes, kůň, morče), bakterie, plísně, potraviny, chemikálie v kosmetice a čisticích prostředcích, kovy a parfémy.

### Provokující faktory
- akutní i chronické záněty, probíhající často skrytě
- kontakt s dráždivými látkami
- sezónní vlivy (zhoršení jaro a podzim)
- stres
- hormonální změny (menstruace, porod, klimaktérium)

### Příznaky
- svědění
- zarudnutí kůže
- suchá a šupinatá kůže
- vyrážka
- odlupující se plochy kůže

### Typická místa projevů atopického ekzému
- Do dvou let – projevy jsou lokalizovány hlavně na tvářích, ve kštici, na krku a trupu a nad svalovými skupinami napínačů na končetinách.
- Mezi 2 a 12 lety – projevy jsou lokalizovány nad svalovými skupinami ohýbačů, v loketních a podkolenních jamkách, na zápěstích, kotnících, na krku, kolem úst a očí.
- Nad 12 let – postižená místa jsou obdobná jako u předchozí skupiny, ale nejvíce trpí ruce.

U atopického ekzému je důležitým a pozitivním faktem, že ve většině případů (asi v 75 %) kolem 10. roku věku spontánně vymizí.

### Diagnóza atopického ekzému
Atopický ekzém je možno diagnostikovat podle vzhledu kožních projevů a jejich typických míst, na kterých se vyskytují. Takovéto podezření je samozřejmě ještě nutné doplnit některým laboratorním vyšetřením.

### Léčba atopického ekzému
Základ léčby v rámci moderní medicíny tvoří antihistaminika k potlačení alergických reakcí, v těžších případech pak lokálně podávané kortikoidy. Pacientům s těžkými příznaky, kteří nereagují na jiné formy léčby, mohou být předepsány imunomodulátory. Jejich cílem je zabránit nepřiměřené odpovědi imunitního systému. V léčbě samozřejmě nezapomínáme ani na symptomatická opatření, která sice neřeší vyvolávající příčinu nemoci, ale pomáhají nemocnému zvládat příznaky nemoci a co nejlépe se s nimi vyrovnávat. V rámci symptomatických opatření dbáme na důkladné a pravidelné promašťování kůže krémy, které pomáhají vyrovnat mikrobiom pokožky. Vyhýbáme se naopak všem přípravkům a látkám, které kůži vysoušejí. V případě potřeby pečlivě dezinfikujeme všechna – i drobná – poranění a defekty vzniklé na kůži škrábáním či olupováním. Dbát je třeba také na výběr oblečení, které by mělo být vyrobeno z materiálů šetrných k pokožce. Vhodný je např. nanomateriál s antibakteriální a termoregulační vlastností.
Holistický pohled na řešení atopie vychází v řešení z fyziologie příčiny, kde primárním hlediskem je dominance TH2 imunity, kterou je třeba vyrovnat.[zdroj?] Výživa hraje také obrovskou roli, a to v rámci eliminace tzv. trigger foods (jídel, která vyvolávají kožní reakci).[zdroj?] Často sem patří mléčné výrobky, kasein A1, lepek, sója, arašídy, korýši a ryby, vaječný bílek, rajčata, citrusy, exotické ovoce, ale může se jednat o různé potraviny. Tato reakce vzniká na základě syndromu propustného střeva a dysbiózy (přemnožení kvasinek na úrovni střeva).[zdroj?] Vitamin D hraje obrovskou roli v regulaci imunity. Je potřeba dostat krevní hodnoty do rozmezí 150 - 200 nmol/l,[zdroj?] využít lze slunění, ale i doplňky stravy jako je cholekalciferol – vitamin D3.[zdroj?] Namísto kortikoidových mastí lze využít promaštění za pomocí kvalitní vazelíny či bambuckého másla či kombinací tuků a esenciálních olejů za účelem snížení zánětu v kůži.[zdroj?]

### Režimová opatření
- Nižší teplota (do 20 °C) a dostatečná vlhkost vzduchu v místnostech
- Ochranné rukavice při práci s dráždivými látkami
- Nekuřácké prostředí
- Eliminace nebo snížení množství alergenů. Například v případě alergie na roztoče: použití speciálních pouzder na matrace, odstranění koberců, záclon, závěsů a čalouněného nábytku, zvláště v ložnici; pravidelné praní povlečení, častý vlhký úklid a vysávání prachu; udržování vlhkosti vzduchu do 50 %.
- Zvýšená konzumace Lactobacilů v tabletách pro zlepšení střevní mikroflóry.[zdroj?]
- Některé autority, například americká Mayoclinic, radí omezit koupání.[1] Jiné zdroje, například Americká národní asociace pro ekzém i Kanadská společnost pro ekzém, doporučují pravidelné koupání (v případě zvýšených potíží i několikrát denně) následované promazáním jako nejlepší způsob, jak zvlhčit pokožku.[2][3]

## Kontaktní ekzém
Kontaktní ekzém vzniká přímým stykem pokožky s určitým materiálem, látkou nebo alergenem. Když chemická látka poškodí pokožku přímo, hovoříme o iritačním ekzému. Příkladem může být poškození kůže kyselinou nebo louhem. Poškození často způsobují i mycí a prací prostředky používané v domácnosti.
Kontaktem pokožky s alergenem vzniká alergický ekzém. Příčinou jeho vzniku je přecitlivělost imunitního systému, která se projeví nepřiměřeným rozsahem imunitní odpovědi a vznikem zánětu.

### Kontaktní alergický ekzém
Kontaktní ekzém je vyvolán přímým stykem kůže s alergenem. Alergen jako u všech ostatních alergických onemocnění aktivuje imunitní buňky, které pak do kůže uvolní dráždivé látky způsobující zánětlivou reakci.
Pokud se kůže s alergenem setkává opakovaně, imunitní buňky reagují stále rychleji a silněji. K typickým příznakům kontaktního ekzému patří zčervenání kůže s tvorbou svědících a mokvajících pupínků. Chronická forma se projeví hrubou, suchou a popraskanou kůží, svěděním a ulupováním kůže.

### Nejčastější kontaktní alergeny
- kovy (hlavně nikl, kobalt a chróm)
- guma
- kosmetické přípravky
- organická barviva
- formaldehyd
- parabeny[zdroj?]
- umělé hmoty (epoxidy, akryláty)
- lokálně aplikované léky
- některé rostliny (jehličí, šťáva břečťanu a dubu, stonky a listy chryzantém, trav a plevelů)
- methylisothiazolinon (kathon cg)
- parfémy

### Diagnostika kontaktního ekzému
Diagnostiku provádí alergolog prostřednictvím epikutánních testů. Na záda se nalepí proužky náplasti s testovanými alergeny. Po dvou dnech se náplast odlepí a lékař zhodnotí kožní reakci pod náplastí.

### Léčba kontaktního ekzému
Pro správnou léčbu kontaktního ekzému je především potřeba vyhnout se vyvolávajícímu alergenu. Užívají se antihistaminika a lokální kortikosteroidy, důležité je pravidelné promašťování kůže.